# Macna coelocrossa
Macna coelocrossa är en fjärilsart som beskrevs av Turner 1911. Macna coelocrossa ingår i släktet Macna och familjen mott. Inga underarter finns listade i Catalogue of Life.